# Omemee
Omemee är en ort i Kanada.   Den ligger i provinsen Ontario, i den sydöstra delen av landet, 260 km sydväst om huvudstaden Ottawa. Omemee ligger 252 meter över havet och antalet invånare är 1 323.
Terrängen runt Omemee är platt. Närmaste större samhälle är Peterborough, 19,4 km öster om Omemee. 
Omgivningarna runt Omemee är en mosaik av jordbruksmark och naturlig växtlighet. Runt Omemee är det ganska glesbefolkat, med 22 invånare per kvadratkilometer.